# Eurovision Song Contest 1991
Eurovision Song Contest 1991 blev afholdt i Cinecittà i Italiens hovedstad Rom med Gigliola Cinquetti og Toto Cutugno som værter. Der deltog 22 lande i konkurrencen, der blev vundet af Sverige med "Fångad av en stormvind", fremført af Carola. Danmark endte som nr. 19 med balladen "Lige der hvor hjertet slår", sunget af Anders Frandsen.

## Baggrund
Finalen blev oprindelig planlagt arrangeret i San Remo. Af sikkerhedsårsager valgte man imidlertid at flytte showet til den italienske tv-kanal RAI's studier i Rom. Denne løsning var desuden mere økonomisk overkommelig.[kilde mangler] Værterne Toto Cutugno og Gigliola Cinquetti havde vundet for Italien i hhv. 1990 og 1964 (se Eurovision Song Contest 1990 og 1964).

### Deltagerne
Holland, der havde vundet fire gange samt deltaget i Melodi Grand Prix næsten hvert år bortset fra 1985 (se Holland i Eurovision Song Contest), meldte fra i 1991, da konkurrencen faldt sammen med en nationalhelligdag, hvor man mindedes ofrene for 2. Verdenskrig. Til gengæld deltog Malta igen for første gang siden 1975. Landet havde været fraværende, da EBU ikke ønskede mere end 22 deltagerlande. EBU havde desuden meddelt, at Maltas deltagelse i 1991 ville være en éngangsaffære,[kilde mangler] og at de måtte vige pladsen for Holland igen året efter. Den maltesiske sang klarede sig imidlertid så godt, at man ikke kunne afvise dem i 1992, så dette år blev antallet af sange hævet til 23.
Der var mange ballader blandt sangene i 1991, måske fordi Toto Cutugno vandt med sådan én året før. Eksempelvis var årets danske bidrag, "Lige der hvor hjertet slår", en ballade. Sverige stillede til gengæld op med et hurtigt nummer, mens den franske sang hentede inspiration fra arabisk musik (den franske sang fra 1990 havde også haft et verdensmusikalsk islæt).

### Produktionen
Showet åbnede med sangen "Celebration" af Sarah Carlson, som blev fremført i en montage, der viste billeder fra Rom. Herefter afsløredes scenen, der i sin æstetik mindede om et egyptisk tempel. Scenen bestod bl.a. af filmkulisser fra italienske film [kilde mangler], da konkurrencen fandt sted i et filmstudie. Orkestret sad i venstre side af billedet, mens deltagerne kom ud gennem en af tempelåbningerne, hvor der på hver side sad en løveskulptur. Scenen var meget lysere end set i mange år, hvilket muligvis bevirkede, at nogle af sangene havde svært ved at gøre et hårdtslående indtryk.
Der havde været problemer med forberedelserne af showet i ugerne op til finalen, bl.a. på grund af et uvejr i Rom. Orkestermusikerne mødte ofte ikke op til tiden, og mange af prøverne blev helt droppet.[kilde mangler] Der var desuden problemer i orkesteret under selve finalen; bl.a. sprang en guitarstreng under fremførelsen af den luxembourgske sang, ligesom nogle af musikerne spillede falsk flere steder, bl.a. under den danske sang. Værterne talte italiensk det meste af tiden, hvilket betød, at ikke alle forstod, hvad der foregik.
Under stemmeafgivelserne hørte værterne flere gange forkert, hvorfor EBU's koordinater, Frank Naef, måtte rette dem. Da den tyrkiske jury skulle afgive stemmer, var der tekniske problemer med at opnå forbindelse, hvilket forsinkede processen noget. Det mødte desuden kritik, at tv-producerne under afstemningen valgte at fokusere mere på deltagerne i The Green Room end på scoreboardet.[kilde mangler]

### Resultatet
Ved afslutningen af afstemningen stod det lige mellem Sverige og Frankrig, der begge havde opnået 146 points. Efter finalen i 1969, hvor fire lande endte i toppen med det samme antal points, og hvor der var blevet udråbt fire vindere, havde man vedtaget, at hvis der var mere end en sang med det højeste antal points, skulle vinderen være den, der havde fået toppoint flest gange,[kilde mangler] hvilket siden indførelsen af det nuværende system i 1975 ville sige 12 points. Også her stod det lige mellem Sverige og Frankrig, så man gik videre til 10 points. Sverige havde fået 10 points fem gange mod Frankrigs to gange 10 points. Derfor blev den svenske sang udråbt som vinder.
Reglerne for tilfælde af flere sange i toppen med det samme antal af points er siden ændret således, at den sang, der har fået stemmer fra flest lande, vinder. Havde de nuværende regler været gældende i 1991, ville Frankrig have vundet, eftersom den franske sang havde fået points fra 18 lande, mens den svenske kun fik points fra 17.[kilde mangler]
Den danske sang fik en skuffende 19. plads. Tyskland, der første gang optrådte som samlet nation, endte som nummer 18, hvilket var det dårligste resultat for Forbundsrepublikken Tyskland i mange år. Endnu værre gik det Thomas Forstner, som havde skaffet Østrig en femteplads i 1989. I 1991 måtte hans sang "Venedig im Regen" nøjes med nul points og dermed en sidsteplads. Det tilbagevendende deltagerland Malta fik derimod en flot sjetteplads.

## Deltagere og resultater
| Sang nr. | Land           | Solist                      | Sang                              | Plads | Point |
| -------- | -------------- | --------------------------- | --------------------------------- | ----- | ----- |
| 1        | Jugoslavien    | Bebi Dol                    | Brazil                            | 21    | 1     |
| 2        | Island         | Stefan & Eyfi               | Nina                              | 15    | 26    |
| 3        | Malta          | Paul Giordimaina & Georgina | Could It Be?                      | 6     | 106   |
| 4        | Grækenland     | Sophia Vossou               | Anixi                             | 13    | 36    |
| 5        | Schweiz        | Sandra Simo                 | Canzone per te                    | 5     | 118   |
| 6        | Østrig         | Thomas Forstner             | Venedig im Regen                  | 22    | 0     |
| 7        | Luxembourg     | Sarah Bray                  | Un baiser volé                    | 14    | 29    |
| 8        | Sverige        | Carola                      | Fångad av en stormvind            | 1     | 146   |
| 9        | Frankrig       | Amina                       | C'est le dernier qui a parlé      | 2     | 146   |
| 10       | Tyrkiet        | Can, Izel & Reyhan          | Iki dakika                        | 12    | 44    |
| 11       | Irland         | Kim Jackson                 | Could It Be That I'm In Love      | 10    | 47    |
| 12       | Portugal       | Dulce                       | Lusitana paixão                   | 8     | 62    |
| 13       | Danmark        | Anders Frandsen             | Lige der hvor hjertet slår        | 19    | 8     |
| 14       | Norge          | Just 4 Fun                  | Mrs Thompson                      | 17    | 14    |
| 15       | Israel         | Duo Datz                    | Kaan                              | 3     | 139   |
| 16       | Finland        | Kaija                       | Hullu yö                          | 20    | 6     |
| 17       | Tyskland       | Atlantis 2000               | Dieser Traum darf niemals sterben | 18    | 10    |
| 18       | Belgien        | Clouseau                    | Geef het op                       | 16    | 23    |
| 19       | Spanien        | Sergio Dalma                | Bailar pegados                    | 4     | 119   |
| 20       | Storbritannien | Samantha Janus              | A Message To Your Heart           | 10    | 47    |
| 21       | Cypern         | Elena Patroclou             | S.O.S.                            | 9     | 60    |
| 22       | Italien        | Peppino di Capri            | Comme e doce o mare               | 7     | 89    |